# Broglie (Eure)
Broglie es una localidad y comuna francesa situada en la región de Alta Normandía, departamento de Eure, en el distrito de Bernay y cantón de Broglie, en los valles del  Charentonne y del Guiel.
La economía de la comuna se fundamenta básicamente en la ganadería, la horticultura y la agricultura.

## Geografía
La comuna de Broglie se encuentra en el valle del Charentonne, afluente del Risle. Situada en el oeste del departamento, está próxima a los de Calvados y Orne. Es un cruce de caminos y puente sobre el Charentonne: la carretera N138 -que une Ruan con Alençon- cruza con la D49 -que va de Orbec a Rugles. Bernay, la subprefectura, es la ciudad más próxima, a unos 10 km.
El bosque de Broglie se extiende al este del Charentonne, la población está el oeste del río.

## Historia
El nombre de la comuna procede del de la familia piamontesa de Broglie, quien la recibió en feudo en el siglo XVIII, concretamente en el año 1742 de manos del rey Luis XV, como recompensa por los eminentes servicios prestados al reino de Francia en la Guerra de Sucesión Española, la guerra contra Polonia y la desarrollada contra Austria. 
Anteriormente el nombre de la población era Chambrais.

## Demografía
| 1057 | 1051 | 1132 | 1126 | 1168 | 1105 |
| Para los censos de 1962 a 1999 la población legal corresponde a la población sin duplicidades (Fuente: INSEE [Consultar]) |      |      |      |      |      |

## Administración

### Entidades intercomunales
Broglie está integrada en la Communauté de communes du canton de Broglie. Además forma parte de diversos sindicatos intercomunales para la prestación de diversos servicios públicos:
- S.I.V.O.M du canton de Broglie:[3] saneamiento colectivo.
- S.A.E.P de Broglie:[4] toma, tratamiento y distribución de agua.
- Syndicat de l'électricité et du gaz de l'Eure (SIEGE):[5] suministro de gas y energía eléctrica, incluido el alumbrado público.

### Riesgos
La prefectura del departamento de Eure incluye la comuna en la previsión de riesgos mayores  por:
- Presencia de cavidades subterráneas.
- Riesgos derivados del transporte de mercancías peligrosas.
- Riesgo de inundación por el río Charentonne.

## Lugares y monumentos
- Iglesia de Saint-Martin: el edificio actual fue edificado en la segunda mitad del siglo XI. La parte central de la fachada y la base del campanario son de grison, un aglomerado ferruginoso que presenta un color rojizo natural y que es propio del valle del Risle. El resto es de gres del país. La fachada presenta en su centro una puerta imponente. En el interior, las gruesas columnas de grison del lado izquierdo son románicas, mientras que el resto del edificio es de los siglo XV y XVI. Destacan las estatuas del siglo XV y -sobre todo- XVI que se encuentran en el lado derecho. Hay una bella vidriera del santo cortando su capa para compartirla con un pobre.
- Castillo de Broglie, reconstruido bajo mandato de Simon Arnauld de Pomponne entre los siglos XVI y XVIII, con un amplio jardín y dominando visualmente el valle del río Charentonne. Está inscrito como Monumento Histórico.
- Casa natal de Augustin Fresnel.

## Personalidades relacionadas con la comuna
- Simon Arnauld de Pomponne, ministro de Luis XIV, barón de Chambrais de 1682 a 1699, dio las órdenes de empezar a reconstruir el castillo de la localidad sobre la antigua fortaleza de Broglie.
- Augustin Fresnel (10 de mayo de 1788, Broglie - 14 de julio de 1827, Ville-d'Avray). Físico, autor de la teoría ondulatoria de la luz.
- Léonor Mérimée (1757-1836), pintor y químico, padre de Prosper.
- Maurice y Louis-Victor de Broglie, premio Nobel de física en 1928.